# Jemima Osunde
Jemima Osunde là một nữ diễn viên, người mẫu và người dẫn chương trình người Nigeria. Cô bước vào ánh đèn sân khấu sau khi đóng vai Leila trong bộ phim truyền hình Shuga.

## Lý lịch
Jemima Osunde sinh ra trong một gia đình có năm người và là người gốc Edo. cô tốt nghiệp khoa vật lý trị liệu, chuyên ngành y khoa, Đại học Lagos (2018). xuất hiện trong bộ phim đầu tiên của cô có tên Jungle Jewel sau khi được chú của cô khuyến khích theo đuổi diễn xuất. Cô được chọn vào vai nữ sinh của Laila trong MTV Shuga, xuất hiện trong serie thứ tư của bộ phim ở Nigeria. Khi chương trình chuyển đến Nam Phi cho sẻiie thứ năm, Osunde đã không tham gia trong một năm. Cô trở lại cho serie thứ sáu khi nó trở lại Nigeria. Năm 2018, cô đóng cùng với Linda Ejiofor trong serie thứ hai của NdaniTV ' Rumor Has t.

## Đóng phim
- Cậu bé giao hàng
- Viên ngọc rừng
- Shuga
- Esohe
- Stella
- Tiền mới
- Vợ tôi và tôi
- Trái tim sư tử